# Manolo Escobar
Manuel García Escobar, più noto come Manolo Escobar (Las Norias de Daza, 19 ottobre 1931 – Benidorm, 24 ottobre 2013), è stato un cantante spagnolo.
Fu uno dei più importanti esponenti della copla andalusa. Le sue canzoni più conosciute in Italia sono Mi Carro, El Porompompero e Y viva España.

## Biografia
Manolo Escobar è il quinto dei dieci figli di Antonio García e María del Carmen Escobar, alla quale dedicò la canzone Madrecita María del Carmen. Suo padre lasciò la tradizione contadina di famiglia per dedicarsi all'ospitalità e alla cultura. Incontrò in seguito un insegnante repubblicano in pensione, a cui diede ospitalità in cambio della formazione di tutti i suoi figli, inclusa quella musicale. Manolo iniziò a suonare il liuto, e nei suoi primi anni di vita anche il pianoforte.
A 14 anni si trasferì con i suoi fratelli a Barcellona, dove lavorò come apprendista di vari mestieri. Iniziò la sua carriera tra Badalona e il Barrio Chino di Barcellona con il gruppo Manolo Escobar y sus guitarras, assieme ai suoi fratelli Salvador e Baldomero. Più tardi e con il successo del gruppo, si unì a loro un altro dei fratelli, Juan Gabriel. Sia Juan Gabriel che José Maria, un altro dei fratelli García Escobar, scriveranno successivamente canzoni che il gruppo interpretò.
Nel 1962 salì alla celebrità con le canzoni del maestro Solano, con il suo debutto a Madrid e Barcellona e il debutto del film girato a Arcos de la Frontera: Los guerrilleros.
Tre mesi dopo l'incontro con la tedesca Anita Marx nel locale Fiesta di Platja d'Aro, si sposò con lei a Colonia (Germania) il 10 dicembre 1959, senza che l'uno conoscesse la lingua dell'altro. Oggi hanno più di 50 anni di matrimonio e sono i genitori della loro figlia adottiva Vanessa, a cui Manolo ha dedicato la canzone Mi pequeña flor.
Il successo dell'artista nel suo genere musicale fu tale che, anche dopo il 1965 (quando la copla andalusa entrò in un declino reale), aumentò il numero di vendite di dischi, e fu uno dei pochi artisti che continuò a organizzare concerti proprio in quei giorni duri per la canzone spagnola. Ciononostante (e per ragioni sconosciute pubblicamente) non apparve mai nelle classifiche dei media.
Negli anni novanta si stabilì presso il suo chalet a Benidorm (Alicante), che chiamò col nome di Porompompero in onore della canzone omonima. Più di venti film, tre dei quali figurano tra i dieci più visti nella storia del cinema spagnolo, e soprattutto i suoi circa ottanta dischi, ventiquattro dischi d'oro e un disco di platino, avallano il suo successo. C'è da aggiungere che l'etichetta Belter gli assegnò 24 dischi d'oro, ma secondo le vendite avrebbe dovuto averne più di 40. Il suo album "Y Viva España", con 6 milioni di copie originali (10 milioni in successive ristampe ufficiali) è stato l'album più venduto nella storia della musica della Spagna dal 1973 al 1992.
Nel 2010 annunciò la sua grave malattia, ciononostante non ha interrotto la sua attività, in occasione della vittoria della Spagna ai campionati di calcio è stato invitato a cantare sul palco la sua canzone simbolo "Y viva España" con tutta la squadra al gran completo.
Nel 2012 ha annunciato la sua ultima tournée che però ha dovuto sospendere a causa dell'aggravarsi delle sue condizioni di salute.
È morto il 24 ottobre 2013 all'età di 82 anni.